# Can Mutgé
Can Mutgé és una masia de Maçanet de la Selva (Selva) inclosa a l'Inventari del Patrimoni Arquitectònic de Catalunya.

## Descripció
Masia de planta rectangular, que consta de dues plantes: en la planta baixa, destaca sobretot el gran portal, el qual es caracteritza per ser circular, adovellat, amb unes dovel·les de grans proporcions i flanquejat a banda i banda, per dues simples obertures rectangulars. En el primer pis, cal ressaltar, per una banda, l'obertura central, de llinda monolítica, amb muntants de pedra, conformant un arc pla, amb l'ampit lleument definit i treballat i flanquejada a banda i banda per dues minúscules obertures rectangulars. Mentre que per l'altra, el rellotge de sol, que corona la façana, tot i que està bastant desgastat a causa de l'erosió provocada pel pas del temps. Finalment cal dir, que la masia està coronada per una teulada de vessants a laterals i que immediatament adossada a la masia, trobem unes dependències annexes construïdes en època bastant posterior. Es tracta d'un porxo i pallissa, més propis de les contrades garrotxines que no pas de les del pla de la Selva, on poques vegades es construïen pallisses enlairades.

## Història
Antigament, era coneguda com a Mas Busquets. La data documentada més antiga que es té de Can Mutjé és de l'any 1729, amb en Joan Doménech i Busquets com a propietari, que reconeix el domini directe de l'Abat de Sant Salvador de Breda. Al 1778, surt com a propietari, Pere Amatller, per carta de gràcia, i al 1812, en Pere Busquets, de la mateixa família, de la casa que antigament donava nom a l'esmentada masia. L'any 1857 ho va comprar a la família Busquets, en Josep Sabater Buscastell i Bancells, que es va casar en primeres noces amb Maria Ruscalleda. En no tenir fills, al 1885 ho donaren en herència a Francesca Sabater i Bancells, casada amb Llorenç Tusell i Segré de Raminyó. A partir d'aquesta data, aquesta propietat ha estat sempre de les mateixes famílies que les de la masia de Buscastell, i a mitjans dels anys vuitanta el propietari era Josep Maria Rusell i Vendrell, casat amb Maria Puigvert. Aquesta casa ha estat habitada i treballada les seves terres durant molts anys, per una mateixa família de masovers. Des de l'any 1880 en que n'era masover en Pau Soler fins al 1985 en què Joan Soler i Rabionet juntament amb la seva família deixà la casa, havien estat els Soler els habitants permanents de Can Mutjé. A mitjans dels anys vuitanta, però amb els canvis socials d'aquest temps, en no seguir els fills l'ofici de pagès per treballar a la indústria, aquesta família se’n va anar a viure a la vila de Maçanet. A mitjans dels anys vuitanta, la casa es trobava tancada i habitada esporàdicament els caps de setmana. Té una extensió de 75 vessanes de cultiu i 163 de bosc.